# 크리스토발 호르케라
크리스토발 안드레스 호르케라 토레스(스페인어: Cristóbal Andrés Jorquera Torres, 1988년 8월 4일 ~ )는 데포르테스 라세레나에서 뛰는 칠레의 축구 선수이다.

## 클럽 경력

### 콜로콜로
콜로-콜로 유소년팀에서 오랜 생활을 한후, 2006년 1월에 1군팀으로 승격하였다. 그는 2006년 6월 4일에 에스타디오 무니시팔 데 콘셉시온에서 열린 우니베르시다드 데 콘셉시온와의 아페르투라 정규전에서 벤자민 루이스와 60분에 교체 출전하며 데뷔전을 치렀다. 이 시즌에 콜로-콜로는 프리메라 디비시온 우승 타이틀을 거머줬고, 이는 호르케라의 첫 프로 데뷔 이후 우승 타이틀이다. 콜로콜로의 슈퍼 스타 호르헤 발디비아가 파우메이라스로 떠난후, 그의 후계자로서 호르케라를 떠올리기도 했다. 2006년 10월 4일, 그는 알라후엘렌세를 4-0으로 이긴 경기에 출전하기도 하였다. 하지만 그는 클라우수라에서는 단 9경기 출전에 그쳤다.
2007년 1월, 호르케라의 뉴블렌세로 6개월의 임대가 발표되었다. 2007년 1월 27일, 그는 임대후 데포르테스 푸에르토 몬트를 상대로 첫 경기를 치렀다. 시간이 흘러, 호르케라는 뉴블렌세의 핵심 선수가 되었고, 그의 좋은 활약은 발디비아와도 비교되었다. 2007년 7월 6일, 그는 코브레살을 상대로 임대후이자 프로 생활 통산 첫 골을 터트렸다. 6월에 그는 임대 생활을 마치고, 콜로-콜로로 복귀했지만 우니온 에스파뇰라로 6개월간 임대를 보내졌다. 거기서 그는 클라우수라 15경기를 소화하였다. 그가 치른 15경기가 끝나면 그는 좋은 성공을 거두고 축구 인생을 마감했다.